# La neboda del pintor
La neboda del pintor (La nièce du peintre) és un quadre d'André Derain pintat el 1931 i dipositat al Museu de l'Orangerie de París.

## Història
L'any 1919, la cunyada de Derain i la seua filla, Geneviève, se'n van anar a viure a casa del pintor. Ell adorava la seua neboda, la qual va esdevindre un dels seus models preferits. Més endavant, ella, juntament amb el seu oncle i la seua família, es van mudar a la Rue de Douanier i, més tard, a Chambourcy. Derain pintà al voltant d'un centenar de retrats de la seua neboda Geneviève a partir del novè aniversari d'aquesta (en l'estudi, ella sempre estava ocupada esmolant llapis o rentant pinzells amb sabó de Marsella seguint el ritual apreciat pel pintor). Geneviève, més tard, explicà les circumstàncies de l'execució d'aquesta tela, reconeixent-hi el seu vestit "dels diumenges" i recordant que s'havia deixat créixer els cabells l'any anterior (el 1930) per a fer la comunió.

## Descripció
En aquest oli sobre tela de 171 × 77 cm veiem Geneviève, d'aproximadament 12 anys, representada a mida natural, en una composició d'harmonies terroses i blanques, subratllades pel vermell de les flors. La verticalitat de la figura dempeus s'equilibra amb les línies horitzontals que descriuen el braç plegat i la cama que reposa damunt de la cadira. En aquesta postura, en què l'extrem de cada peu recolza sobre un costat del quadre, la noia sembla estar suspesa. El seu vestit blanc i la cara il·luminen el llenç, compost per una harmonia de marrons i grocs. Les línies geomètriques són temperades pel barret rodó i la cistella de flors.
Un dels visitants més freqüents de l'estudi d'André Derain fou el pintor Balthus, el qual va rebre la influència de Derain com es pot veure ací.